# Primulina roseoalba
Primulina roseoalba là một loài thực vật có hoa trong họ Tai voi (Gesneriaceae). Loài này có ở Hồ Nam (Trung Quốc); được W.T.Wang mô tả khoa học đầu tiên năm 1981 dưới danh pháp Chirita roseoalba. Năm 2011, Mich.Möller & A.Weber chuyển nó sang chi Primulina.